# Waldgebiet Böthchen

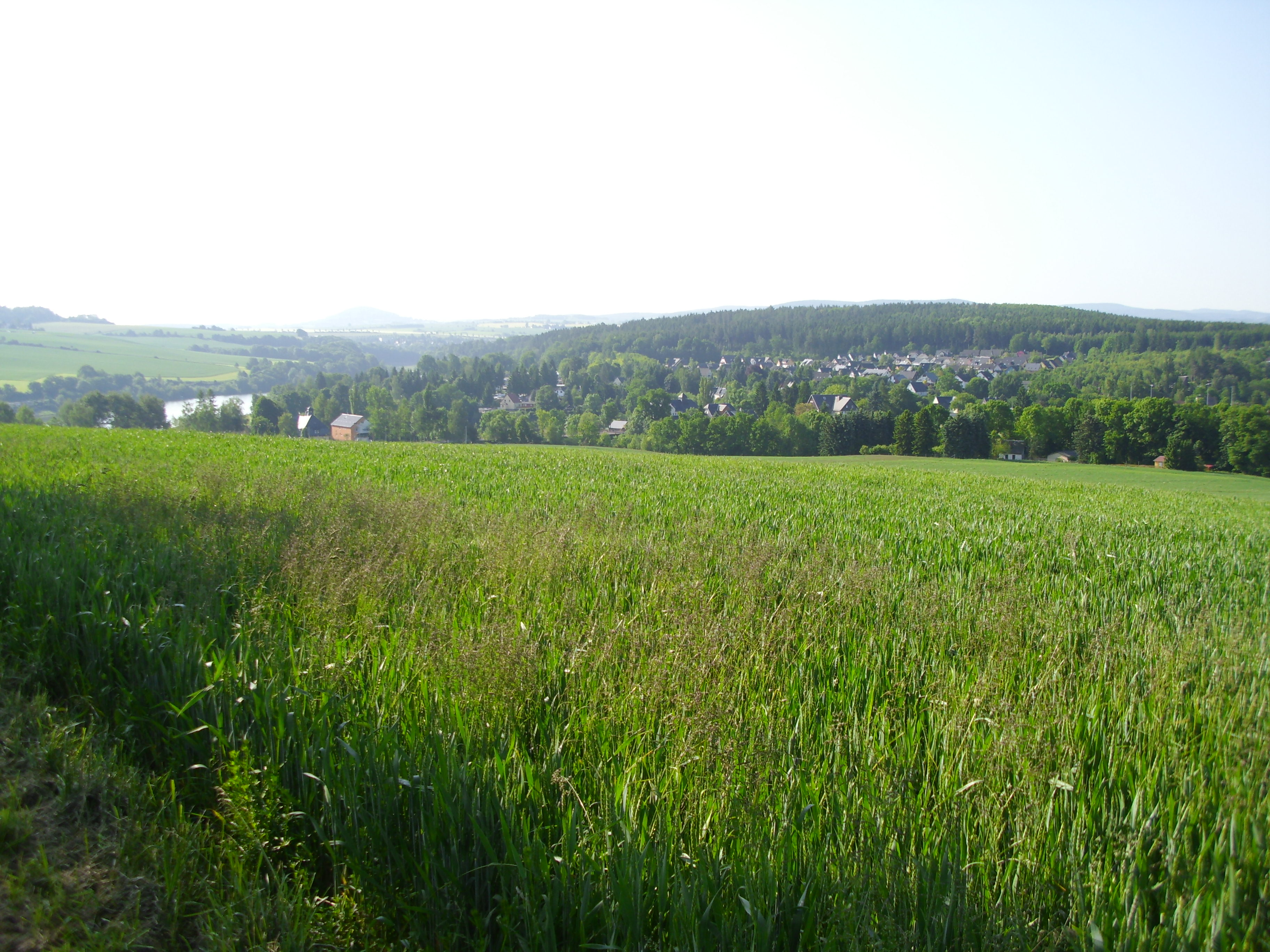
Blick über Paulsdorf zum Böthchen

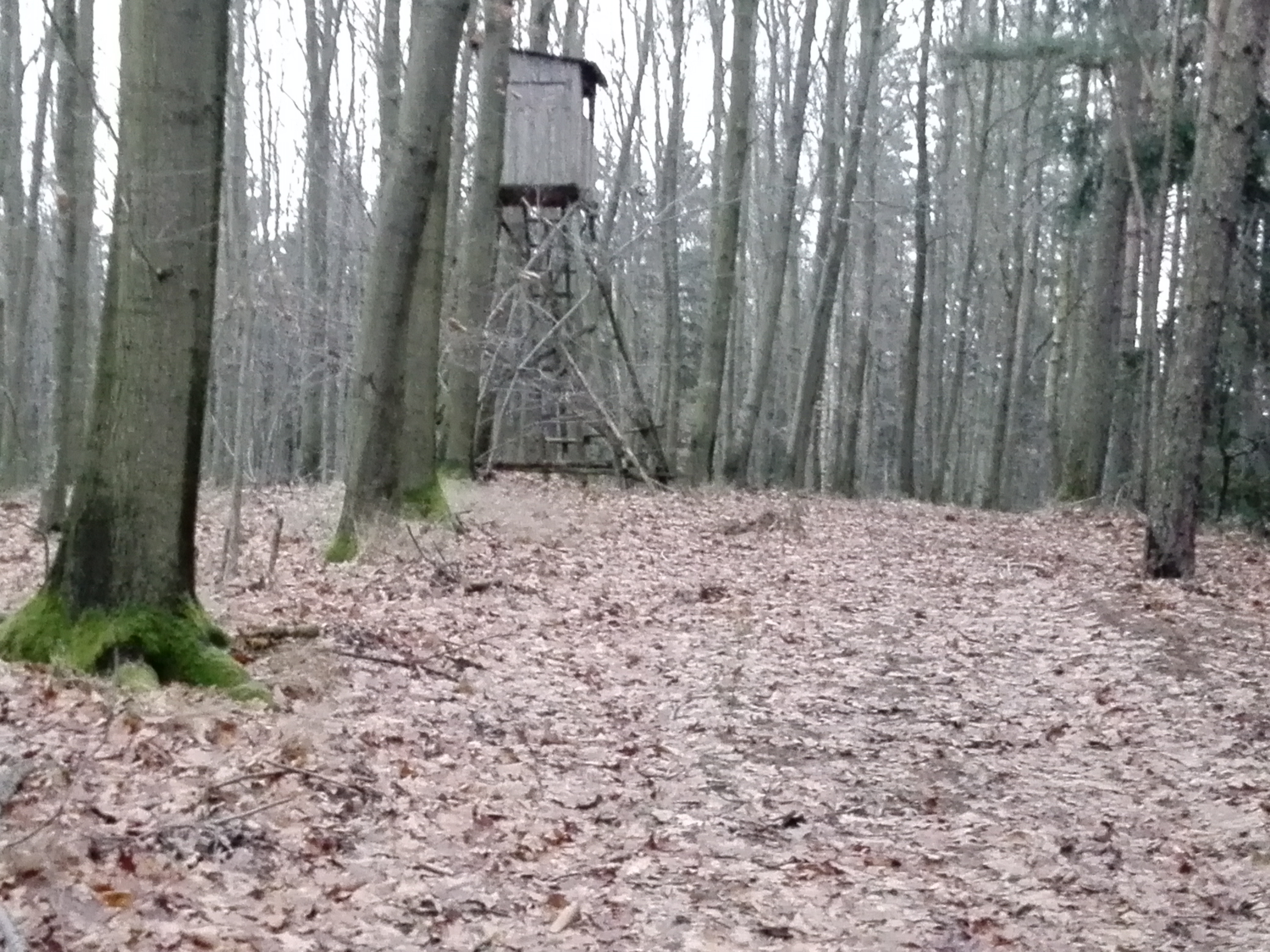
Auf dem Böthchenberg

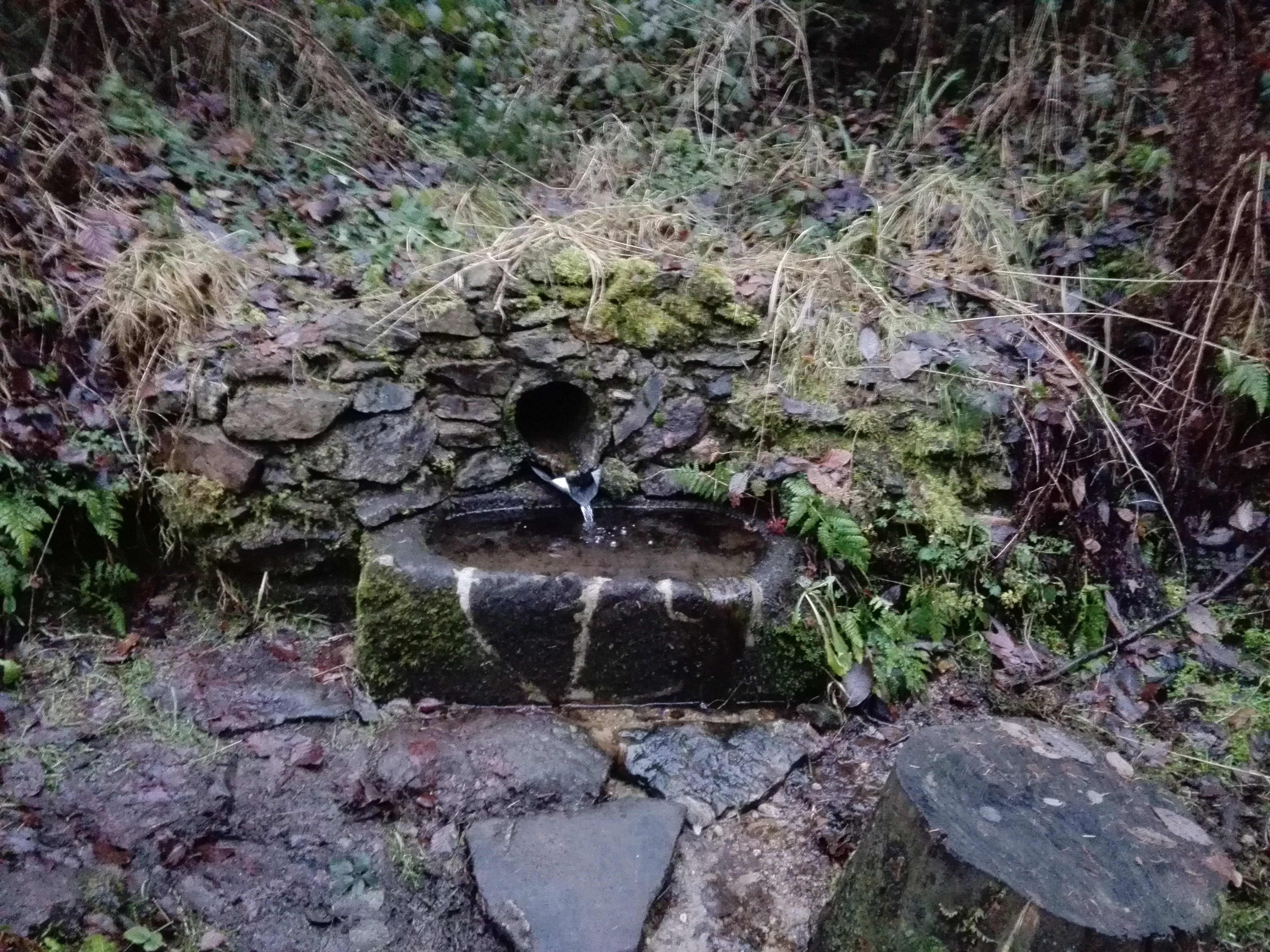
Schwarzbornquelle

Das Böthchen ist ein etwa 60 Hektar großes Waldgebiet im Osterzgebirge nordwestlich der Stadt Dippoldiswalde.

## Geographie
Das Böthchen liegt auf dem Territorium der Stadt Dippoldiswalde. Angrenzende Ortschaften sind Malter im Osten, Paulsdorf im Norden und Berreuth im Westen. Die natürliche Grenze des Waldes bildet im Süden der Tännichtgrund mit Reichstädter Bach, im Osten die Talsperre Malter, im Norden der Lämmergrundbach und im Westen die Galgenwiese. Es liegt zwischen 334 m ü. NHN und 401,1 m ü. NHN.

## Geschichte
Der Name des Waldgebietes steht in Verbindung mit der südlich am Borthenberg im 14. Jahrhundert erwähnten Burg Böthchen. Auf den Karten von Matthias Öder 1586–1607 wird der Wald als Dippoldiswalder Gemeinholz und als Raths Holz gezeichnet. Die Berliner Meilenblätter nennen ihn im Jahre 1785 als das Bethgen und der Schwarzborn wird erwähnt. 1845 wird er als Bödichen, 1852 als Bödgen und 1912 als Böthchen geschrieben. 1912 sind von dem ursprünglich etwa 65 Hektar großen Wald 5 Hektar an die Talsperrengenossenschaft abgegeben worden. 2009 eröffnete im nordöstlichen Wald nahe Paulsdorf der Erlebnis- und Hochseilgarten „Sherwood Forest“, der wegen Orkanschäden 2019 schließen musste. Im Sommer 2017 wurden 20.500 Stück Rotbuchen und 1.250 Stück Weißtannen als ökologisch wertvolle Baumarten unter dem schützenden Schirm von Fichten-Althölzern gepflanzt. Das ehemals bestandene Waldhäuschen Friedewalde wurde am 23. August 1855 erbaut, es war ausgestattet mit Wandbildern und Sitzgelegenheiten, öffentlich zugänglich und wurde zum Feiern oder Picknickausflügen genutzt. Erreichbar war es über einen Fußweg vom Schulweg aus.

## Sehenswürdigkeiten
Oberhalb des Lämmergrundes nahe der Siedlung Mühlefeld bei Paulsdorf findet sich die in Sandstein gefasste Schwarzbornquelle, aus welcher der Schwarzborn entspringt und ca. 50 Meter unterhalb in den Lämmergrundbach mündet.

## Gipfel
Der Bödgenberg misst 401,1 m und wurde nach der Waldung benannt.

## Bergbau
Unter dem Böthchen wurden bis zum Jahre 1796 mehrere Stollengänge des Gnade Gottes Erbstolln und Neujahr-Stolln gegraben, die bis zu 36 Lachter Länge (72 Meter) hatten. Gefördert wurde Erz und Silber, das Mundloch lag am Weißeritzufer, ca. 280 Meter von der Tännigtgrundbrücke Richtung Paulsdorf entfernt, heute im Staubecken der Talsperre Malter. Im Jahre 1852 wurde die Fahrt in den Stollen wieder aufgenommen, heute ist das Mundloch verschlossen.

## Wege
Der Schulweg trägt seit 1913 diesen Namen und beginnt auf der heutigen Straße nach Dippoldiswalde (Talsperrenstraße) bei Paulsdorf, von wo er aus in das Waldgebiet geht, quert den Schwarzbornweg und verläuft oberhalb des Tännichtgrundes nach Berreuth, ein älterer Schulweg begann am Schwarzen Teich von der Berreuther Straße, verlief ein Stück durch das Waldgebiet, querte den Lämmergrundbach, wo er schließlich in Paulsdorf auf der alten Dorfstraße mündete. Der Schwarzbornweg beginnt auf der Talsperrenstraße, quert den Schulweg und verläuft zur Schwarzbornquelle. Eine seit jeher als Waldweg ausgebaute Schneise geht oberhalb Mühlefelds in den Wald, quert den Schwarzbornweg und mündet auf einen Waldweg an der Galgenwiese.